# Bizarrap
Gonzalo Julián Conde, né à Ramos Mejía le 29 août 1998), plus connu sous son nom d’artiste Bizarrap (Actuellement Bizapop), est un DJ, compositeur et producteur de musique argentin d’EDM, trap latin, reggaeton et hip-hop. Il est connu pour des morceaux indépendants — intitulés BZRP Freestyle Sessions et BZRP Music Sessions —,  interprétés aux côtés d'autres artistes.

## Biographie
À l’âge de 14 ans, il commence à étudier la théorie musicale, prend des cours de piano et commence à produire ses premiers morceaux.
Ses carrière musicale commence en 2017, lorsqu'il met en ligne sur la plateforme YouTube des remix de battles de freestyle d’artistes locaux.
En 2018, il lance les BZRP Freestyle Sessions avec des freestylers argentins. Il collabore par la suite avec des artistes comme Dani, Ecko, Paulo Londra, Khea et Kodigo, et sa notoriété se consolide.
En décembre 2020, Bizarrap devient l’artiste et producteur argentin le plus écouté dans le monde avec plus de 11 millions d'écoutes sur Spotify, et fait partie des 300 artistes les plus écoutés dans le monde.
Il collabore avec une série d’artistes locaux et internationaux comme Shakira, Nicky Jam, Nicki Nicole, Trueno, Zaramay, Cazzu, Nathy Peluso, YSY A, Don Patricio, L-Gante, Anuel AA, Kiddo Toto, Residente, Paulo Londra, Quevedo, Tiago PZK, Villano Antillano.
Ses plus grands succès musicaux sont Quevedo: BZRP Music Sessions, Vol. 52, publié en juillet 2022 et, surtout, Shakira: BZRP Music Sessions, Vol. 53, publié en janvier 2023. Ce dernier bat quatre records Guiness : celui de la chanson latine la plus écoutée en 24 h, celle atteignant le plus rapidement les 100 millions de vue, la chanson latine la plus écoutée sur Spotify en 24 h et la chanson latine la plus écoutée en une semaine .
Il est nommé aux Latin Grammy Award dans la catégorie « meilleur producteur » en 2021.